# Plateau de la Verrerie
Le plateau de la Verrerie est un plateau culminant à 1 035 m d'altitude dans le département français de la Loire.
Principalement couvert d'une forêt de sapins et de hêtres, le plateau renferme également une importante tourbière bombée.

## Géographie

### Situation
Le plateau de la Verrerie est situé dans les monts de la Madeleine au sein du Massif central, dans la commune de Saint-Rirand et pour partie dans celle de Saint-Nicolas-des-Biefs sur son versant occidental.
Depuis son sommet, une vue s'offre sur la chaîne des Puys, la plaine de Roanne et les Alpes.

### Hydrographie
La tourbière contribue à l'alimentation de deux bassins hydrographiques distincts : celui du ruisseau de Lavoine, qui se jette dans la Loire, et celui du ruisseau du Coindre, qui se dirige vers l'Allier.

### Climat
Le climat continental, influencé par des conditions montagnardes et des influences atlantiques, se manifeste par d'importantes chutes de neige de novembre à mars. Les précipitations annuelles excèdent les 1 000 mm.

### Géologie
Le sous-sol est constitué de granite.

### Faune et flore
Le plateau de la Verrerie est caractérisé par des landes montagnardes recouvertes de callunes et de myrtilles, ainsi que par des prairies de fauche et une tourbière bombée, où la couche de tourbe peut atteindre cinq mètres d'épaisseur.
Cette diversité de milieux abrite une multitude de plantes, parmi lesquelles le Rossolis à feuilles rondes (Drosera rotundifolia), le Rhynchospore blanc (Rhynchospora alba), l'Arnica des montagnes (Arnica montana), la Renouée bistorte (Bistorta officinalis) et le Lycopode en massue (Lycopodium clavatum). En ce qui concerne la faune, le plateau héberge également des espèces telles que le Cuivré de la bistorte, le Damier de la succise, la Pie-grièche écorcheur et le Busard cendré, témoignant de sa biodiversité remarquable.

## Histoire
Pendant le XVIIe siècle, des maîtres-verriers venus de Lorraine ont prospéré dans la région, poursuivant leurs activités jusqu'à la Révolution française.
En 2011, des pâturages ont été remis en place sur le site pour permettre une activité estivale de pastoralisme.

## Activités

### Protection environnementale
Le plateau est inclus dans la ZNIEFF de type 1 « Tourbière et landes de la Verrerie ». Par ailleurs, il est compris dans le site Natura 2000 « Forêts et tourbières des Monts de la Madeleine ».

### Sports
Un parcours de 1,5 km a été créé, agrémenté de stations de lecture, pour former un sentier thématique permettant de découvrir le paysage tout en préservant la tourbière.
En outre, il est possible de parcourir le plateau à pied, à cheval, en VTT ou encore en raquettes et en skis pendant la saison hivernale.